# Unificación Puertorriqueña Tripartita
La Unificación Puertorriqueña Tripartita fue un partido político puertorriqueño fundado el 14 de julio de 1940. Creado a partir de la unión de tres partidos: Partido Liberal Puertorriqueño, Partido Unión Republicana Progresista y Partido Laborista Puro.